# Notholaena sulphurea
Notholaena sulphurea là một loài thực vật có mạch trong họ Adiantaceae. Loài này được (Cav.) J. Sm. miêu tả khoa học đầu tiên năm 1854.